# Motorring 3
De Motorring 3 (Nederlands: Ringautosnelweg 3) is een autosnelweg in Denemarken aan de noordwestelijke zijde van Kopenhagen. De autosnelweg vormt een verbinding tussen de Køge Bugt Motorvejen en de Helsingørmotorvejen. Met 75.000 passerende voertuigen per dag is het de meest bereden autosnelweg van Denemarken. De Motorring 3 moet niet verward worden met de Ringvej 3 of O3, die ook een ringweg van Kopenhagen is, maar geen autosnelweg.
Administratief is de Motorring 3 bekend als M3, deze snelweg loopt verder als Amagermotorvejen richting de Kopenhaagse luchthaven. Op de bewegwijzering wordt echter gebruikgemaakt van de E-nummers die over de weg lopen, de E47 en E55.

## Geschiedenis
De Motorring 3 is tussen 1966 en 1980 aangelegd. In 2008 werd de verbreding van 2x2 naar 2x3 rijstroken voltooid.